# Marco Odermatt
Marco Odermatt, född 8 oktober 1997, är en schweizisk utförsåkare som representerar SC Hergiswil.
Han tävlar i alla grenar men specialiserar sig på teknikgrenarna slalom och storslalom och tränar med det schweiziska B-landslaget.
Hans främsta internationella merit är guld i storslalom vid Junior-VM i Sotji 2016.

## Karriär

### Världscupen
Han debuterade i Världscupen i mars 2013 vid tävlingar i St Moritz.
Hans främsta placering är 17:e plats i storslalom i Sölden 2016.

### Europacupen
Han debuterade i Europacupen i januari 2011 vid tävlingar i Trysil.
Hans främsta placering är 3:a plats i storslalom i Kirchberg 2018.

### Nor-Am Cup
Han debuterade i Nor-Am Cup i februari 2016 vid tävlingar i Mont Saint Anne.
Hans främsta placering är 2:a plats i storslalom vid samma tävlingar.

### Juniorvärldsmästerskap
| Säsong | Plats | Disciplin         | Placering | Detaljer |
| ------ | ----- | ----------------- | --------- | -------- |
| 2016   | Sochi | Störtlopp         | 11        | Resultat |
| 2016   | Sochi | Super-G           | 3         | Resultat |
| 2016   | Sochi | Alpin kombination | DNF2      | Resultat |
| 2016   | Sochi | Storslalom        | 1         | Resultat |
| 2016   | Sochi | Slalom            | DNF1      | Resultat |

### Nationella mästerskap
| Säsong | Plats | Disciplin | Placering | Detaljer |
| ------ | ----- | --------- | --------- | -------- |
| 2016   | Davos | Super-G   | 2         | Resultat |